# 文熙景
文熙景（1965年12月22日—），韓國女演員、女歌手。

## 演出作品

### 電視劇
- 2008年：OCN《不要追究過去》飾演 朱惠媛
- 2008年：MBC《我人生的黃金期》
- 2008年：KBS《風之國》
- 2009年：KBS《IRIS》
- 2010年：tvN《豐年公寓》飾演 盧梅子
- 2010年：SBS《Giant》飾演 吳南淑
- 2010年：KBS《Drama Special—熱咖啡》
- 2010年：SBS《醫生冠軍》飾演 高美慈
- 2011年：SBS《49天》飾演 方華俊
- 2011年：MBC《愛情萬萬歲》飾演 珠莉的母親
- 2011年：SBS《太陽的新娘》飾演 孔慶淑
- 2012年：KBS《星星月亮都摘給你》飾演 高美子
- 2012年：SBS《家族的誕生》飾演 朴今玉
- 2012年：SBS《大風水》飾演 前國巫
- 2013年：KBS《Good Doctor》飾演 洙真的婆婆
- 2013年：JTBC《貴夫人》飾演 朴京慈
- 2014年：KBS《感激時代：鬪神的誕生》飾演 院長修女
- 2014年：SBS《你們被包圍了》飾演 劉愛蓮
- 2014年：KBS《我的愛屬於你》飾演 朴珠蘭
- 2015年：SBS《我的心一閃一閃》飾演 音樂大學教授（特別演出）
- 2015年：MBC《薔薇色戀人們》飾演 艾瑪·李
- 2015年：MBC《美麗的你》飾演 李夏娟
- 2016年：KBS《女人的秘密》飾演 劉常美
- 2016年：SBS《倒數第二次戀愛》飾演 羅春雨
- 2017年：SBS《悄悄話》飾演 尹貞玉
- 2017年：MBC《多樣的兒媳》飾演 尹紹熙
- 2017年：JTBC《有品位的她》飾演 琴女士（禹雅珍的母親）
- 2017年：tvN《今生是第一次》飾演 趙明子
- 2018年：SBS《善良魔女傳》飾演 金公主
- 2018年：MBC《偉大的誘惑者》飾演 吳世莉
- 2018年：SBS《Ms.Ma，復仇的女神》飾演 朴真淑
- 2019年：KBS《為何那樣，奉尚先生》
- 2019年：MBC《悲傷時愛你》飾演 林妍花
- 2019年：KBS《拜託了，夏天啊》飾演 許慶愛
- 2019年：JTBC《加油吧威基基2》飾演 韓秀妍的婆婆
- 2019年：MBN《優雅的家》飾演 河英瑞
- 2020年：tvN《機智醫生生活》飾演 趙瑛彗（楊碩亨的母親，第四集開始）
- 2020年：KBS《Do Do Sol Sol La La Sol》飾演 孔美淑
- 2020-21年：KakaoTV《媳婦過渡期》飾演 朴琪彤（2季）
- 2021年：tvN《機智醫生生活2》飾演 趙瑛彗
- 2021年：TVING《酒鬼都市女人們》飾演 昭熙（出現在第８集，經營昭熙家生魚片店的奶奶）
- 2021年：Channel A《Show Window：女王之家》飾演 金康林
- 2022年：MBC《醫法刑事》飾演 張庭玉
- 2022年：tvN《明星經紀人生存記》飾演 姜京玉
- 2023年：ENA《鬼怪計程車》飾演 朴慶花（特別出演）
- 2023年：ENA《幸福對決》飾演 林康淑

### 綜藝節目
- 2009年：遠東藝術TV《文熙景的La Vie en Rose》[3]
- 2015年：MBC《神秘音樂秀：蒙面歌王》
- 2016年：JTBC《嘻哈民族》、《嘻哈民族2》
- 2017年：KBS《不朽的名曲：傳說在歌唱》

### 電影
- 2007年：《不名譽的一家》饰演 吴熙景
- 2008年：《快樂的美子》
- 2008年：《西洋古董洋果子店》
- 2009年：《不信地獄》饰演 庆子
- 2009年：短片《午夜的憂鬱》（미드나잇 블루스）饰演 美珠
- 2010年：《我們在哪兒見過》饰演 银娇的母亲（特别出演）
- 2011年：《我的黑色小禮服》饰演 宥敏的母亲（友情出演）
- 2011年：《世上最美的离别》饰演 尹博士（特别出演）
- 2013年：《思念爱》饰演 成俊的母亲
- 2014年：《你是我的吸血鬼》饰演 黄德姬
- 2015年：《奸臣》
- 2015年：《衝出不歸路》饰演 智恭的母亲
- 2018年：《人鱼传说》饰演 玉子
- 2019年：《渔》
- 2020年：《纸花》饰演 闵女士（特别出演）
- 2023年：《郁金香模样》饰演 韩美子
- 2023年：《极端节日》饰演 郡守彭吉坦

### 音樂劇
- 1995年：《電車》
- 2003年：《春逝》
- 2003年：《Urine Town》
- 2004年：《美女與野獸》
- 2005年：《Mamma Mia》
- 2006年：《On the Bottom》
- 2006年：《MENOPAUSE》
- 2008年：《Nine》
- 2018年：《MENOPAUSE》
- 2019年：《REBECCA》

### 演唱會
- 2019年：《文熙景的La Vie en Rose》

## 獲獎
- 1987年：MBC江邊歌謠祭大賞
- 2004年：第10屆韓國音樂劇大賞最佳女配角獎
- 2007年：第8屆釜山影評人協會獎最佳女配角獎

## 資料來源
1. ↑  朴聖洙. . 京鄉新聞. 1987-08-10  [2022-01-30]. （原始内容存档于2022-01-30）.
2. ↑  .   [2016-06-04]. （原始内容存档于2017-01-12）.
3. ↑  문희경, 극동아트TV '라비앙 로즈' 통해 MC 데뷔 （页面存档备份，存于）

## 外部連結
- 文熙景的Instagram帳戶
- 文熙景在NAVER上的资料
- 文熙景在Daum上的资料